# Olimpíada de ajedrez de 1939
La VIII Olimpíada de Ajedrez masculina se llevó a cabo en el Teatro Politeama de la ciudad de Buenos Aires (Argentina), del 24 de agosto al 19 de septiembre de 1939. Participaron 27 equipos, de los cuales Inglaterra se retiró antes de disputarse la ronda final debido al inicio de hostilidades de la Segunda Guerra Mundial. Debido a la especial situación causada por el inicio de la guerra, se disputaron sólo 928 de las 1.012 partidas programadas.
El torneo fue disputado a cuatro tableros por equipo, participando un total de 133 jugadores, entre los que se hallaban dos leyendas: José Raúl Capablanca, en el equipo cubano, y Alexander Alekhine en el equipo francés. El sistema empleado fue "todos contra todos" en dos rondas, una preliminar clasificatoria, conformada por cuatro grupos, y una final conformada por dos grupos conforme al orden obtenido en la ronda anterior.

## Síntesis

### Preliminares
La de Buenos Aires la primera olimpíada ajedrecística en disputarse fuera de Europa. El número de participantes fue un nuevo récord, porque muchos equipos latinoamericanos participaron, y el número de equipos europeos no disminuyó tanto como habría sido de esperarse por la enorme distancia que debían recorrer. Después de varios años de ausencia reapareció el equipo alemán, pero de entre los protagonistas principales faltaron a la cita Estados Unidos (ganador de cuatro medallas de oro anteriores), Hungría y Yugoslavia.
Soplaban vientos de guerra en Europa. Austria y Checoslovaquia habían dejado de existir como naciones independientes, anexionadas por la Alemania nazi. Dos jugadores austríacos integrabam el equipo alemán: Eliskases como primer tablero y el Dr. Becker como cuarto tablero y capitán. Los checoslovacos pudieron competir como equipo separado, pero bajo el nombre de "Protectorado de Bohemia-Moravia"; el comité organizador se negó a exhibir la bandera del "Protectorado" y les permitió competir bajo la tradicional bandera tricolor de Checoslovaquia.
Los favoritos eran Polonia, con un equipo poderoso y sin la amenaza del ausente equipo estadounidense, y Alemania, con la experiencia combinada que le daban los austríacos. Los dueños de casa tenían también aspiraciones serias, no solo por contar con un equipo fuerte sino también por la ventaja de evitar el largo viaje, y el hecho de que la guerra en ciernes no los afectaba directamente. Capablanca jugaba en el primer tablero para la debutante Cuba, aunque se hallaba ya lejos de su época más brillante. Alekhine, estimulado por haber recuperado recientemente el campeonato del mundo individual, ocupaba el primer tablero de Francia por quinta vez. Los neerlandeses extrañaban la ausencia de Max Euwe, desmoralizado por su reciente derrota sin atenuantes por el título mundial ante Alekhine.
Los equipos europeos atravesaron el Atlántico juntos en la nave "Piriápolis". Las historias y anécdotas de esta travesía de más de tres semanas, y el mismo nombre del barco, ocupan un lugar destacado entre las leyendas del ajedrez.

## Resultados

### Clasificación general
| Pos. | País           | Puntos | Equipo                                             |
| ---- | -------------- | ------ | -------------------------------------------------- |
|      | Alemania       | 36     | Eliskases, Michel, Engels, Becker, Reinhardt       |
|      | Polonia        | 35½    | Tartakower, Najdorf, Frydman, Regedziński, Sulik   |
|      | Estonia        | 33½    | Keres, Raud, Schmidt, Friedemann, Tüm              |
| 4    | Suecia         | 33     | Ståhlberg, Lundin, Bergkvist, Danielsson, Ekenberg |
| 5    | Argentina      | 32½    | Grau, Piazzini, Bolbochán, Guimard, Pleci          |
| 6    | Checoslovaquia | 32     | Opočenský, Foltys, Pelikán, Skalička, Zita         |

### Medallas individuales

#### Primer tablero
| Pos. | Jugador              | País    | Puntos | Partidas |
| ---- | -------------------- | ------- | ------ | -------- |
|      | José Raúl Capablanca | Cuba    | 8½     | 11       |
|      | Alexander Alekhine   | Francia | 7½     | 10       |
|      | Vladimirs Petrovs    | Letonia | 9½     | 13       |

#### Segundo tablero
| Pos. | Jugador            | País      | Puntos | Partidas |
| ---- | ------------------ | --------- | ------ | -------- |
|      | Mieczysław Najdorf | Polonia   | 9      | 12       |
|      | Heinz Foerder      | Palestina | 7½     | 10       |
|      | Erik Lundin        | Suecia    | 8½     | 13       |

#### Tercer tablero
| Pos. | Jugador          | País      | Puntos | Partidas |
| ---- | ---------------- | --------- | ------ | -------- |
|      | Ludwig Engels    | Alemania  | 9½     | 11       |
|      | Paulin Frydman   | Polonia   | 9      | 12       |
|      | Jacobo Bolbochán | Argentina | 9½     | 13       |

#### Cuarto tablero
| Pos. | Jugador            | País         | Puntos | Partidas |
| ---- | ------------------ | ------------ | ------ | -------- |
|      | Gunnar Friedemann  | Estonia      | 10     | 13       |
|      | Lodewijk Prins     | Países Bajos | 7½     | 11       |
|      | Teodor Regedziński | Polonia      | 6      | 10       |

#### Primer tablero de reserva
| Pos. | Jugador                 | País           | Puntos | Partidas |
| ---- | ----------------------- | -------------- | ------ | -------- |
|      | Isaías Pleci            | Argentina      | 9½     | 13       |
|      | František Zíta          | Checoslovaquia | 7½     | 11       |
|      | Enrique Reed Valenzuela | Chile          | 7½     | 12       |